# Antoine Gourd
Pour les articles homonymes, voir Gourd.
Antoine Gourd est un homme politique français né le 16 janvier 1789 aux Échelles (Rhône) et décédé le 13 octobre 1878 aux Chères (Rhône).
Engagé dans la garde impériale en 1808, il est amputé d'un bras à la bataille de Leipzig et fait prisonnier. Maire des Chères, il est député du Rhône de 1848 à 1849, siégeant au centre.

## Sources
- « Antoine Gourd », dans Adolphe Robert et Gaston Cougny, Dictionnaire des parlementaires français, Edgar Bourloton, 1889-1891 [détail de l’édition]